# Ashtanga-vinyasa-yoga
Ashtanga-vinyasa-yoga, ook wel vinyasa-yoga, is een soort yoga die raakvlakken heeft met hatha-yoga en die voornamelijk bestaat uit yogaseries. Hatha-yoga bestaat daarentegen juist vaak uit statische houdingen (asana's genoemd).
| Sanskriet | vertaling                  |
| asht      | acht                       |
| ang       | delen                      |
| anga      | ledematen                  |
| vinyasa   | stroom, doorstroming, flow |

De herontdekkers van ashtanga-yoga zijn Sri Tirumalai Krishnamacharya en Pattabhi Jois. Zij bestudeerden het manuscript Yoga Korunta dat 500 tot 1500 jaar geleden op boombladeren werd geschreven en dat Ashtanga Yoga beschreef. De methode zelf wordt rond 5000 jaar oud geschat. Kirshnamacharya en Pattabhi maakten een selectie uit het manuscript van zes series die elk uit 40 asana's bestonden. De houdingen samen vormen een doorstromend geheel, flow in het Engels en vinyasa in Sanskriet.

## Acht delen
Ashtanga-yoga bestaat uit de volgende acht delen
- Yama (morele code - zelfbeheersing)
- Niyama (zuivering en leer)
- Asana (integratie van lichaam en geest door fysieke activiteit)
- Pranayama (beheersing van de ademhaling)
- Pratyahara (beheersing van de zintuigen)
- Dharana (concentratie)
- Dhyana (meditatie)
- Samadhi (contemplatie - de stille staat van gedachteloos bewustzijn)